# ハリビユ
ハリビユ（針莧、学名:Amaranthus spinosus）は、ヒユ科の一年草。熱帯アメリカ原産。南北アメリカ、アフリカ、アジア、オーストラリアなどの熱帯から亜熱帯から暖帯にまで世界中に帰化している。日本では主に東北以南の畑、牧草地、道端、荒地などを中心として夏期に生育する雑草。別名、ハリイヌビユ。

## 特徴
草姿は直立し、草丈は40 - 80 cm、最大では2 mにも達する。葉は互生で葉柄を持ち、狭卵形もしくは卵型。茎は黄緑色で赤みを帯びて光沢をもち、稜がある。葉腋および花序に細く鋭い棘を持つのが特徴で、これが和名の由来となっている。6月から10月に開花し、膨大な種子を生産する。
増殖は種子により、一株の種子数は数百万から数千万程度。大きさは1 mm以下の黒い光沢のある球形で、重さは1 mgにも満たない。特に大発生している九州では、4月ごろの発芽から約3か月で結実する。

## 日本での被害
日本では、明治時代中期に琉球列島に偶然持ち込まれ、帰化した。第二次世界大戦後には本州にも帰化し、特に近年では熱帯産にもかかわらず東北地方へも帰化し、主にトウモロコシ畑とモロコシ畑で問題となっている。まず種子で大量に繁殖するために作物の成長が妨げられる。また棘を持つために牛は食べることができないし、飼料に混入したらもはや牛には食べられない。その上、棘があるため人も近づけない。
現在では、刈り取りや抜き取り、そして除草剤による駆除が行われている。